# Période bleue

La Repasseuse (1901), peinte durant la période bleue de Picasso.

La période bleue est une importante période de la production artistique de Pablo Picasso, située entre 1901 et 1904. Elle tire son nom de la teinte dominante des tableaux que peint le jeune artiste, alors à peine âgé de 20 ans. Elle constitue la première de la dizaine de variations stylistiques que connaîtra la production artistique picassienne ; elle précède sa période rose (1904-1906).

## Historique

### Le choix du bleu
En juin 1901, Pablo Picasso est exposé pour la première fois chez le marchand d'art Ambroise Vollard. Il présente des peintures aux couleurs vives, qui s'inscrivent dans le mouvement postimpressionniste de l'époque. Pourtant, au cours de l'été, le bleu fait progressivement son apparition dans les toiles de l'artiste.
Le choix de cette couleur froide, souvent accompagnée de teintes sombres, est une réaction de l'artiste à la mort tragique de son ami Carles Casagemas, suicidé par dépit amoureux de Germaine Pichot en février 1901. On peut également supposer que, face au succès du postimpressionnisme, il aurait choisi de s'en défaire en choisissant une direction plus radicale. Cette couleur peut être enfin considérée comme un défi lancé aux artistes, tels que Toulouse-Lautrec ou Christian Steinlen qui influencent alors son travail plastique. Steinlen représente d'ailleurs la vie nocturne des marginaux sous la lumière artificielle et bleutée des éclairages électriques,,,.

### Lapériode bleue
La Mort de Casagemas, achevé peu après le suicide de son ami, sera le dernier tableau de l'époque réalisé dans des teintes chaudes et lumineuses. Casagemas dans son cercueil, peint à la fin de l'année, est considéré comme la première œuvre de la période bleue. Picasso entre alors en dépression.

« C’est en pensant à Casagemas que je me suis mis à peindre en bleu. »

— Pablo Picasso
Installé à Montmartre depuis 1900 aux côtés de nombreux compatriotes, formant une « colonie espagnole », il vit dans des conditions précaires. À cela, s'ajoute le déracinement à son pays natal : cette situation lui inspire mélancolie et nostalgie. L'artiste va alors multiplier les références aux grands artistes et à la culture de son pays.
En 1901, il rencontre le docteur Louis Jullien, spécialisé dans les maladies vénériennes, à l’hôpital de la prison de femmes de Saint-Lazare, à Paris. Le docteur accorde à Pablo Picasso le droit de visiter les détenues dans le cadre son travail ; il commence ainsi une série de toiles ayant pour décor l'univers carcéral. La plupart des œuvres tendent à sacraliser la figure féminine, comparable à une Madone ou une Vierge à l'Enfant. En effet, les prisonnières, la plupart des prostituées, sont autorisées à vivre avec leurs enfants au sein de la prison. Parallèlement, Picasso se dirige également vers de nouveaux sujets, tels que les pauvres ou les exclus de la société, toujours accentués par des teintes bleues et sombres. Les critiques et le public, qui l'avaient pourtant bien accueilli à son arrivée à Paris, se détournent de ses œuvres.
C'est en 1902 qu'il présente ses toiles bleues pour la première fois, lors d'une exposition chez Berthe Weill. C'est la première fois qu'il vend des œuvres en France,,.

### Du bleu au rose
Sa rencontre avec Fernande Olivier en 1904, marque un tournant dans sa vie : elle devient sa compagne et sa muse. Parallèlement, Pablo Picasso se lie d'amitié avec de nombreux artistes du quartier de Montmartre, menant une vie de voyages, de rencontres et de fêtes où il assiste à des spectacles de saltimbanques et d’acrobates. Cette nouvelle vie, plus insouciante et joyeuse, a une incidence sur son travail. Progressivement, les sujets évoluent, faisant place à la figure de l’acteur déguisé et du saltimbanque. Les teintes bleues vont peu à peu s'effacer au profit des tons rosés : c'est le début de la période rose,,.

## Inspirations
La période bleue est marquée par les thèmes de la mort, de la mélancolie, de la misère, de la vieillesse et de la pauvreté. Ses toiles sont monochromes, d'une composition simple et austère, dépourvues de repères spatiaux et empreintes de symbolisme.
Ses toiles maniéristes et empreintes de misérabilisme évoquent la peinture réaliste du Siècle d'or espagnol. On retrouve notamment l'influence du Greco, notamment dans son Autoportrait ou Deux sœurs (L'Entrevue). Pablo Picasso s'inspire également de l'art religieux, évoquant des représentations de la Vierge Marie et des figures ascétiques des pleureuses médiévales.
Sa toile La Célestine (La Femme à la taie), réalisée en 1904, représente un personnage éponyme créé par l'écrivain espagnol Fernando de Rojas,,.